# Бори (Грузия)
Бори (груз. ბორი) — село в Грузии, на территории Харагаульского муниципалитета края (мхаре) Имеретия.

## География
Село находится в западной части Грузии, на правом берегу реки Боримелы (левый приток Дзирулы), на расстоянии 10 километров к северо-западу от посёлка городского типа Харагаули, административного центра муниципалитета. Абсолютная высота — 301 метр над уровнем моря.

## Население
По результатам официальной переписи населения 2014 года, в Бори проживало 283 человек (140 мужчин и 143 женщины). В национальной структуре населения грузины составляли 100 %.
| Год  | Население, человек |
| ---- | ------------------ |
| 2002 | 475                |
| 2014 | ↘ 283              |